# Samo kad se smijem (2023.)
Samo kad se smijem je hrvatski dramski film redateljice, scenaristice i montažerice Vanje Juranić i scenaristice Elme Tataragić, nastao u produkciji studija Maxima film i koprodukciji srbijanskog studija Biberche productions. Film je djelomično ispiriran slučajem Ane Magaš iz 2005. godine
Film je premijerno prikazan 19. srpnja 2023. na 70. Pulskom filmskom festivalu, na kojemu je osvojio ocjenu publike 4,60, a glavna glumica Tihana Lazović osvojila Zlatnu Arenu za najbolju glavnu žensku ulogu, regionalnu premijeru 15. kolovoza na 29. Sarajevo filmskom festivalu. Iste godine film je održao premijeru 11. listopada na 16. izdanju CinEasta u Luksemburgu, 16. studenoga na Jesenska konferencije Kino mreže gdje je filmu dodijelna nagrada za najbolji film zbog iznimno važne tematike kojom se bavi, nasiljem protiv žena. Svečana kinopremijera održana je 17. studenoga u zagrebčakom kinu Kinoteka, a kinodistribucija krenula je 23. studenoga. Film je 20. srpnja osvojio nagradu Kino mreže "Poticaj hrvatskom filmu u predstojećoj distribuciji", 30. studenoga na 7. Filmskom festivalu glumaca, osvojio "Priznanje mladih grada Vinkovaca", Tihana Lazović osvojila je Zlatni Orion za najbolju glavnu žensku ulogu, Slavko Sobin osvojio je Srebrni Orion za najbolju sporednu mušku ulogu.
Televizijsku premijera bila je 14. studenoga 2024. na Drugom programu HRT-a.

## Radnja
Radnja filma prati mladu djevojku, suprugu, majku - Tinu, koja je prekinula studij zbog rođenja djeteta. Jednoga dana odluči se vratiti na studij. Njezin suprug ispočetka podržava Tininu odluku, no ta podrška se u krakom vremenu mijenja u sabotažu, te on i cijela obitelj žele da Tina bude domaćica i da se posveti obitelji i svom djetetu.

## Glumačka postava
- Tihana Lazović Trifunović kao Tina
- Slavko Sobin kao Frane
- Jasna Đuričić kao Darinka
- Elodie Paleka kao Mara
- Mirela Brekalo-Popović kao Ksenija
- Maruška Aras kao Dorotea
- Marina Redžepović kao Danijela
- Stipe Radoja kao Stipe
- Lana Meniga kao Ivana
- Aneta Grabovac kao Bosiljka
- Ivan Čuić kao Mario
- Nadine Mičić kao Lucija
- Iva Jerković kao Sanja
- Gloria Dubelj kao Klara
- Stojan Matavulj kao Ante
- Filip Radoš kao svećenik
- Nela Kocsis kao sutkinja
- Tamara Šoletić kao tajnica
- Senka Bulić kao profesorica
- Boris Mlačić kao profesor
- Lucia Luque Akrap kao španjolka I
- Isadora Luque Akrap kao španjolka II
- Zrin Tadej kao Vito

## Vanjske poveznice
- Službena stranica na maxima-film.hr
- Samo kad se smijem u internetskoj bazi filmova IMDb-a